# Latin Music Italian Awards
I Latin Music Italian Awards, in sigla LMIA sono una manifestazione musicale che si svolge annualmente, nella città di Milano. Organizzata da Latin Music Official con l'intento di divulgare, promuovere e riconoscere la musica latinoamericana in Italia ed Europa. Attualmente rappresentano una delle manifestazioni latinoamericane più importanti d'Europa.
Generalmente i premi vengono assegnati tramite votazioni sul sito ufficiale, in cui gli utenti possono votare i loro artisti preferiti per la candidatura e successivamente decretare il vincitore della categoria.
Nel 2012 si è svolta la prima edizione nella città di Roma.
Nel 2015 le votazioni sul sito vengono chiuse in anticipo a seguito di un attacco hacker sul sito ufficiale.

## Categorie dei premi

### 2012
- Best Latin Song of The Year
- Best Latin Male Artist of The Year
- Best Latin Female Artist of The Year
- Best Latin Group of The Year
- Best Latin Video of The Year
- Best Latin Fandom

Dal 2013 vengono premiati anche i cantanti che non appartengono al genere latinoamericano nella sezione International

### 2013
- Best Latin Song Of The Year
- Best Latin Male Artist Of The Year
- Best Latin Album Of The Year
- Best Latin Female Artist Of The Year
- Best Latin Group Of The Year
- Best New Latin Artist Of The Year
- Best Latin Alternative Artist Of The Year
- Best Latin Collaboration Of The Year
- Best Latin Made in Italy Of The Year
- Best Latin Video Of The Year
- Best Latin InstaVip
- Best Look
- Best Latin Live In Italy
- Best Latin Fandom

International
- Best Internation Song Of The Year
- Best International Female Of The Year
- Best International Male Of The Year
- Best International Female Video Of The Year
- Best International Male Video Of The Year

### 2014
- Best Latin Song of The Year
- Best Latin Male Artist of The Year
- Best Latin Female Artist of The Year
- Best Latin Male Album Video of The Year
- Best Latin Female Album Video of The Year
- Best Latin Group of The Year
- Best Latin Revelation of The Year
- Best Latin Alternative Artist of The Year
- Best Latin Male Video of The Year
- Best Latin Female Video of The Year
- Best Latin Collaboration of The Year
- Best Latin Made in Italy of The Year
- Best Latin Urban Song of The Year
- Best Latin Tropical Song of The Year
- Best Latin Dance of The Year
- My Favorite Lirycs
- Best Latin #InstaVip
- Best Look
- Best Latin Live in Italy of The Year
- Best Fandom
- Artist Saga

### International
- Best International Male Artist Or Group Of The Year
- Best International Female Artist Or Group Of The Year
- Best International Song of The Year
- Best International Male Video Of The Year
- Best International Female Video Of The Year

## Record
Nell'edizione 2014, Romeo Santos detiene il record di maggior numero di nomination tra cui una nella categoria My Favorite Lyrics grazie al singolo No Tiene La Culpa brano contro l'omofobia. Nel 2015 Alex Matos viene nominato per la prima volta ricevendo ben due nomination. 

### Classifica
| Artista          | Numero di premi |
| ---------------- | --------------- |
| CNCO             | 8               |
| Enrique Iglesias | 7               |
| Maluma           | 7               |
| Pitbull          | 6               |
| Belinda          | 6               |
| Jennifer Lopez   | 5               |
| Anahí            | 5               |
| Wisin            | 4               |
| Nicky Jam        | 3               |
| Chayanne         | 3               |
| Shakira          | 3               |
| Prince Royce     | 3               |
| Daddy Yankee     | 3               |

### International
| Artista           | Numero di premi |
| ----------------- | --------------- |
| Il Volo           | 5               |
| Miley Cyrus       | 3               |
| Emma Marrone      | 2               |
| Marco Carta       | 2               |
| Girls’ Generation | 2               |

## Brani musicali ufficiali
Ogni edizione dei Latin Music Italian Awards, a partire dal 2014, ha il proprio brano ufficiale
| Anno | Artista         | Titolo  | Nazione             |
| ---- | --------------- | ------- | ------------------- |
| 2014 | Widy            | Bag Bag | Colombia            |
| 2015 | Anahi ft. Wisin | Rumba   | Messico, Porto Rico |

## Vincitori dei premi nelle varie edizioni

### 2012[3]
- Best Latin Song of The Year: Dance Again - Jennifer Lopez ft. Pitbull
- Best Latin Male Artist of The Year: Pitbull
- Best Latin Female Artist of The Year: Jennifer Lopez
- Best Latin Group of The Year: Wisin & Yandel
- Best Latin Video of The Year: Follow The Leader - Wisin & Yandel ft. Jennifer Lopez
- Best Latin Fandom: Jennifer Lopez

### 2013[4]
- Best Latin Song Of The Year: Feel This Moment - Pitbull ft. Christina Auguilera
- Best Latin Male Artist Of The Year: Dani Martin
- Best Latin Album Of The Year: Catarsis - Belinda
- Best Latin Female Artist Of The Year: Dulce Maria
- Best Latin Group Of The Year: Chino & Nacho
- Best New Latin Artist Of The Year: Widy
- Best Latin Alternative Artist Of The Year: Michel Telò
- Best Latin Collaboration Of The Year: Lagrimas - Dulce Maria ft. Julion Alvarez
- Best Latin Made in Italy Of The Year: Enamorada - Valerio M & Tony La Rocca ft. Kiello
- Best Latin Video Male Of The Year: I Love It - Jencarlos Canela
- Best Latin Video Female Of The Year: En La Obscuridad - Belinda
- Best Latin #InstaVip: Belinda
- Best Look: Romeo Santos
- Best Latin Live In Italy: Selena Gomez
- Best Fandom: Belinda

### International
- Best Internation Song Of The Year: Wrecking Ball - Miley Cyrus
- Best International Female Of The Year: Miley Cyrus
- Best International Male Of The Year: Marco Carta
- Best International Female Video Of The Year: Miley Cyrus - We Can't Stop
- Best International Male Video Of The Year: will.i.am - #ThatPower ft. Justin Bieber

### 2014[5]
- Best Latin Song of The Year: Humanos A Marte – Chayanne
- Best Latin Male Artist of The Year: Chayanne
- Best Latin Female Artist of The Year: Natalia Jimenez
- Best Latin Male Album of The Year: En Todo Estare – Chayanne
- Best Latin Female Album of The Year: Meu Lugar – Anitta
- Best Latin Group of The Year: Jesse & Joy
- Best Latin Revelation of The Year: Aneeka
- Best Latin Alternative Artist of The Year: Michel Telò
- Best Latin Male Video of The Year: Bailando – Enrique Iglesias ft. Gente De Zona & Descemer Bueno
- Best Latin Female Video of The Year: Asesina – Lali Espósito
- Best Latin Collaboration of The Year: Mal de Amor – Sharlene ft. Servando & Florentino
- Best Latin Made in Italy of The Year: Verano – Valerio M & Tony La Rocca ft. Kiello
- Best Latin Urban Song of The Year: I Luh Ya Papi – Jennifer Lopez ft. French Montana
- Best Latin Tropical Song of The Year: Eres Mia – Romeo Santos
- Best Latin Dance of The Year: I'm a Freak – Enrique Iglesias ft. Pitbull
- My Favorite Lirycs: Baialndo – Enrqiue Iglesias ft. Gente De Zona & Descemer Bueno
- Best Latin #InstaVip: Shakira
- Best Look: Martina Stoessel
- Best Latin Live in Italy of The Year: Lali Espósito
- Best Fandom: Martina Stoessel
- Artist Saga: Anahí

### International
- Best International Male Artist Or Group Of The Year: Il Volo
- Best International Female Artist Or Group Of The Year: Girls’ Generation
- Best International Song of The Year: Lasciami entrare – Valerio Scanu
- Best International Male Video Of The Year: Splendida ostinazione – Marco Carta
- Best International Female Video Of The Year: Muchacha – Anna Tatangelo

Nell'edizione 2014, Latin Music Official ha assegnato al cantante spagnolo Enrique Iglesias il premio speciale Orgullo Latino per essersi distinto durante l'anno grazie alla hit mondiale Bailando mentre al cantante colombiano Maluma è stato assegnato il premio Latin Hit of The Year.

### 2015[6]
- Best Latin Song Of The Year: Bajito - Jencarlos Canela ft. Kymani Marley
- Best Latin Male Artist of The Year: Jencarlos Canela
- Best Latin Female Artist of The Year: Anahi
- Best Latin Male Album Video of The Year: Dale - Pitbull
- Best Latin Female Album of The Year: El amor – Gloria Trevi
- Best Latin Group of The Year: Camila
- Best Latin Revelation of The Year: Osmani García
- Best Latin Alternative Artist of The Year: Luan Santana
- Best Latin Male Video of The Year: El perdón – Nicky Jam & Enrique Iglesias
- Best Latin Female Video of The Year: Rumba – Anahi ft. Wisin
- Best Latin Collaboration of The Year: Rumba – Anahi ft. Wisin
- Best Latin Made in Italy of The Year: El mismo sol (Salsa Version) – Croma Latina
- Best Latin Urban Song of The Year: El taxi – Pitbull ft. Osmani Garcia, Sensato
- Best Latin Tropical Song of The Year: Yo Tambien – Romeo Santos ft. Marc Anthony
- Best Latin Dance of The Year: Noche y de dia – Enrique Iglesias feat. Yandel, Juan Magan
- My Favorite Lirycs: El perdón – Nicky Jam & Enrique Iglesias
- Best Latin #InstaVip: Eiza Gonzalez
- Best Look: Martina Stoessel
- Best Latin Live in Italy of The Year: Daddy Yankee
- Best Fandom: Martina Stoessel
- Artist Saga: Anahí

### International
- Best International Male Artist Or Group Of The Year: Super Junior
- Best International Female Artist Or Group Of The Year: Girls’ Generation
- Best International Song of The Year: Grande amore – Il Volo
- Best International Male Video Of The Year: Grande amore – Il Volo
- Best International Female Video Of The Year: Occhi profondi – Emma

### 2016[7]
- Best Latin Song Of The Year: El perdedor – Maluma
- Latin Hit of The Year: Hasta el amanecer – Nicky Jam
- Best Latin Male Artist of The Year: Maluma
- Best Latin Female Artist of The Year: Maite Perroni
- Best Latin Male Album Video of The Year: Primera Cita – CNCO
- Best Latin Female Album of The Year: TINI (Tini Stoessel) – Tini
- Best Latin Group of The Year: Gemeliers
- Best Latin Revelation of The Year: CNCO
- Best Latin Alternative Artist of The Year: Gusttavo Lima
- Best Latin Male Video of The Year: El perdedor – Maluma
- Best Latin Female Video of The Year: Adicta - Maite Perroni
- Best Latin Collaboration of The Year: Corazon – Claudia Leitte  feat. Daddy Yankee
- Best Latin Made in Italy of The Year: Te quiero mujer –  Paskal feat.Mauro Catalin
- Best Latin Urban Song of The Year: Intimidad –  Lapiz Conciente feat. Belinda
- Best Latin Tropical Song of The Year: La carretera – Prince Royce
- Best Latin Dance of The Year: Baila conmigo – Juan Magán faet. Luciana
- Best Latin Remix Of The Year: El perderor (Remix) – Maluma feat. Yandel
- My Favorite Lirycs: Intimidad –  Lapiz Conciente feat. Belinda
- Best Latin Artist Resident in Italy of The Year: BS
- Best Latin #InstaVip: Maluma
- Best Look: William Levy
- Best Italian Latin Event Of The Year: Fiesta
- Best Latin Concert in Italy of The Year: Prince Royce
- Orgullo Latino: J Balvin
- Best Fandom: CNCO
- Artist Saga: CNCO

### International
- Best International Male Artist Or Group Of The Year: Il Volo
- Best International Female Artist Or Group Of The Year: Emma Marrone
- Best International Song of The Year: Comunque andare – Alessandra Amoroso

L'edizione del 2016 ha ottenuto il record sul web con oltre 2 milioni di voti, 1.3 milioni di click online, ed oltre 1.1 milioni di tweet.

### 2017[8]
- Best Latin Song of The Year: Reggaeton Lento (Bailemos) – CNCO
- Best Latin Male Artist of The Year: Maluma
- Best Latin Female Artist of The Year: Camila Cabello
- Best Latin Group of The Year: CNCO
- Best Latin Revelation of The Year: Manuel Turizo
- Best Latin Album of The Year: El Dorado – Shakira
- Best Brazilian Artist of the Year: Ludmilla
- Best Latin Collaboration of The Year:  Reggaeton Lento (Remix) – CNCO & Little Mix
- Best Latin Male Video of The Year: Despacito – Luis Fonsi ft. Daddy Yankee
- Best Latin Female Video of The Year:  Mayores –  Becky G  ft. Bad Bunny
- Best Latin Song Made in Italy of The Year: Solo por una razón  – Benji & Fede ft.  Sweet California
- Best Latin Urban Song of The Year:  Ahora Dice –  Chris Jeday ft. J Balvin, Ozuna, Arcangel
- Best Latin Tropical Song of The Year: Déjà vu – Prince Royce & Shakira
- My Favorite Lyrics:  Vuelo A Paris – Johann Vera
- Best Latin Producer of the Year:  Sky
- Best Latin #InstaVip:  Lele Pons
- Best Look:  Richard Camacho
- Best Latin Concert in Italy of The Year: CNCO
- Best Latin Fandom:  Camilizer – Camila Cabello
- Artist Saga: Maite Perroni

### International
- Best International Male Artist Or Group Of The Year: Shawn Mendes
- Best International Female Artist Or Group Of The Year: Fifth Harmony
- Best International Song of The Year: Shape of You – Ed Sheeran

### 2018
- Best Latin Song Of The Year: X – Nicky Jam, J Balvin
- Best Latin Male Artist of The Year : J Balvin
- Best Latin Female Artist of The Year: Cardi B
- Best Latin Group or Duo of The Year: CNCO

Best Latin Revelation of The Year : Yashua
- Best Artist EuroLatino of The Year: Ana Mena
- Best Latin Album of The Year: CNCO – CNCO
- Best Latin Male Video of The Year: Se Vuelve Loca – CNCO
- Best Latin Female Video of The Year: Sin Pijama – Becky G, Natti Natasha
- Best Latin Choreography Video of The Year: Calypso – Luis Fonsi, Stefflon Don
- Best Song EuroLatino of The Year : Dolor De Cabeza – Riki ft. CNCO
- My Favorite Lirycs: Astronauta – Johann Vera
- Best Look:Maluma
- Best Latin Tropical Song of The Year: Quien Sabe – Natti Natasha
- Best Latin #InstaVip: Lele Pons
- Best Brazilian Artist of The Year: Luan Santana
- Best Brazilian Song of The Year:

Vai Malandra – Anitta, Mc Zaac, Maejor
- Besta Latin Concert in Italy: Maluma

Nell'edizione del 2018 vengono introdotte due categorie per gli artisti eurolatini mentre le categorie internazionali non verranno rinnovate.